# Brasadelo
Il Brasadelo è un dolce tradizionale della provincia di Vicenza, in particolar modo della zona occidentale confinante con la provincia di Verona. Al giorno d'oggi è ospite immancabile in tutte quelle manifestazioni legate ai vini di Gambellara.
Gli ingredienti della ricetta tradizionale sono: uova, farina, burro, zucchero, lievito, mandorle dolci e Recioto di Gambellara. Sulla superficie è sempre presente la granella di zucchero.
Vini consigliati come accompagnamento: Recioto Spumante - Recioto Passito di Gambellara.